# Джанлука Сіньйоріні
Джанлука Сіньйоріні (італ. Gianluca Signorini, нар. 17 березня 1960, Піза — пом. 6 листопада 2002, Піза) — італійський футболіст, захисник. По завершенні ігрової кар'єри — футбольний тренер.
Як гравець насамперед відомий виступами за клуб «Дженоа».

## Ігрова кар'єра
Народився 17 березня 1960 року в місті Піза. Вихованець футбольної школи клубу «Піза».
Дорослу футбольну кар'єру розпочав 1978 року в основній команді того ж клубу, в якій провів один сезон, взявши участь лише у 2 матчах чемпіонату.
Згодом з 1979 по 1988 рік грав у складі низки італійських клубів, проте в жодному з них не затримувався більш ніж на два роки.
Привернув увагу представників тренерського штабу клубу «Дженоа», до складу якого приєднався 1988 року. Відіграв за генуезький клуб наступні сім сезонів своєї ігрової кар'єри. Більшість часу, проведеного у складі «Дженоа», був основним гравцем захисту команди.
Завершив професійну ігрову кар'єру у нижчоліговому клубі «Піза», у складі якого розпочинав професійну кар'єру. Вдруге Сіньйоріні прийшов до команди 1995 року, захищав її кольори до припинення виступів на професійному рівні у 1997 року.

## Кар'єра тренера
Розпочав тренерську кар'єру невдовзі по завершенні кар'єри гравця, 1998 року, увійшовши до тренерського штабу клубу «Піза». Досвід тренерської роботи обмежився цим клубом.
Помер 6 листопада 2002 року на 43-му році життя від бічного аміотрофічного склерозу в своєму домі у місті Піза. В пам'ять про футболіста «Дженоа» закріпила назавжди за футболістом 6 номер, під яким він грав.